# EJB
با JavaBeans اشتباه نشود.
یکی از مشخصه های JakartaEE می باشد، این مشخصه جاوا بیشتر برای تولید سامانه های عظیم سازمانی استفاده می شود و مفاهیمی همچون فراخوانی از راه دور و تزریق وابستگی را پشتیبانی می کند.
یک کامپوننت server side است که برای نوشتن bussiness logic  در اپلیکیشنهای enterprise استفاده میشود. یعنی به جای اینکه خودت مدیریت چیزهایی مثل transaction، security، concurrency یا lifecycle را هندل کنی، EJB این کارها را خودکار  انجام میده.

## نمونه کاربردی
نمونه ای از تعریف واسط برای ایجاد کلاس پیاده ساز
```
@Local

public
 
interface
 
HelloWorld
 
{

    
String
 
getHelloWorld
();

}

```

نمونه ای از کلاس پیاده ساز
```
@Stateless

public
 
class
 
HelloWorldBean
 
implements
 
HelloWorld
 
{

    
@Override

    
public
 
String
 
getHelloWorld
()
 
{

        
return
 
"Welcome to EJB!"
;

    
}

}

```

نمونه ای از تزریق وابستگی در یک کنترل کننده JSF مبتنی بر CDI
```
@Named

public
 
class
 
HelloController
 
{

    
@EJB

    
private
 
HelloWorld
 
helloWorld
;

    
public
 
void
 
callBeanMethod
()

    
{

        
helloWorld
.
getHelloWorld
();

    
}

}

```